# Nigel Walker (futbolista)
Nigel Walker (Gateshead, 7 de abril de 1959 - ibídem, 2 de febrero de 2014) fue un futbolista británico que jugaba en la demarcación de centrocampista.

## Biografía
Nigel Walker debutó como futbolista en 1977 con el Newcastle United FC. Jugó en el club durante cinco años, marcando tres goles en 70 partidos jugados. Tras jugar cedido en el Plymouth Argyle FC, se fue traspasado al San Diego Sockers estadounidense. Tras volver a Inglaterra para jugar en el Crewe Alexandra FC, fue fichado por el Sunderland AFC, donde jugó tan sólo un partido. En 1984 volvió a estar cedido esta vez al Blackpool FC. Además jugó para el Chester City FC, Hartlepool United FC, Blyth Spartans AFC y por último para el Dunston UTS FC, último club en el que jugó como futbolista en 1993.
Falleció el 2 de febrero de 2014 en Gateshead a los 54 años de edad.

## Clubes
| Club                        | País           | Año         | Partidos | Goles |
| --------------------------- | -------------- | ----------- | -------- | ----- |
| Newcastle United FC         | Inglaterra     | 1977 - 1982 | 70       | 3     |
| Plymouth Argyle FC (cedido) | Inglaterra     | 1982        | 0        | 0     |
| San Diego Sockers           | Estados Unidos | 1982 - 1983 | 21       | 1     |
| Crewe Alexandra FC          | Inglaterra     | 1983 - 1984 | 20       | 5     |
| Sunderland AFC              | Inglaterra     | 1984        | 1        | 0     |
| Blackpool FC (cedido)       | Inglaterra     | 1984        | 10       | 3     |
| Chester City FC             | Inglaterra     | 1984 - 1985 | 41       | 9     |
| Hartlepool United FC        | Inglaterra     | 1985 - 1987 | 82       | 8     |
| Blyth Spartans AFC          | Inglaterra     | 1987 - 1992 | ¿?       | ¿?    |
| Dunston UTS FC              | Inglaterra     | 1992 - 1993 | ¿?       | ¿?    |